# Деражня (Сумская область)
Деражня (укр. Деражня) — село,
Шатрищенский сельский совет,
Ямпольский район,
Сумская область,
Украина.
Код КОАТУУ — 5925686003. Население по переписи 2001 года составляло 44 человека .

## Географическое положение
Село Деражня находится у истоков реки Косичиха,
ниже по течению на расстоянии в 2 км расположено село Шатрище.
К селу примыкает большой лесной массив (сосна).